# No Way Out (2012)
Pour les articles homonymes, voir No Way Out.
L’édition 2012 de No Way Out est une manifestation de catch (lutte professionnelle) télédiffusée et visible uniquement en paiement à la séance. L'événement, produit par la WWE, a eu lieu le 17 juin 2012 dans la salle omnisports Izod Center à East Rutherford, dans l'État du New Jersey. Il s'agit de la douzième édition de No Way Out. La dernière édition de ce pay-per-view date de 2009. Daniel Bryan et AJ sont en vedette de l'affiche promotionnelle (officielle).
Neuf matchs sont programmés, dont quatre mettant en jeu des titres de la fédération. Chacun d'entre eux est déterminé par des storylines rédigées par les scénaristes de la WWE ; soit par des rivalités survenues avant le pay-per-view, soit par des matchs de qualification en cas de rencontre pour un championnat. L'événement met en vedette les catcheurs des divisions Raw et SmackDown, créées en 2002 lors de la séparation du personnel de la WWE en deux promotions distinctes.

## Contexte
Les spectacles de la WWE en paiement à la séance sont constitués de matchs aux résultats prédéterminés par les scénaristes de la WWE. Ces rencontres sont justifiées par des storylines - une rivalité avec un catcheur, la plupart du temps - ou par des qualifications survenues dans les émissions de la WWE telles que Raw, SmackDown, Superstars et NXT. Tous les catcheurs possèdent un gimmick, c'est-à-dire qu'ils incarnent un personnage gentil ou méchant, qui évolue au fil des rencontres. Un pay-per-view comme No Way Out est donc un événement tournant pour les différentes storylines en cours.

### John Cena contre Big Show
Lors d'Over the Limit (2012), pendant le match entre John Laurinaitis et John Cena, alors que Laurinaitis tente de s'échapper de l'arène, Big Show, qui fut licencié par ce dernier, le ramène sur le ring. Cena s’apprête alors à terminer le combat avec un Attitude Adjustment, mais Big Show lui assène son Weapon of Mass Destruction (WMD) et donne la victoire à Laurinaitis. Au Raw du lendemain, John Laurinaitis annonce que John Cena et Big Show s'affronteront lors de No Way Out. À la fin du show, Big Show porte à nouveau son WMD sur Cena dans les coulisses. Lors du Raw du 28 mai, Laurinaitis annonce que l'affrontement sera un match en cage. Lors de l'édition de Raw du 11 juin 2012, Mr McMahon ajoute que si Big Show perd, Laurinaitis sera renvoyé de son poste. Lors du Smackdown suivant, John Laurinaitis annonce que Cena sera renvoyé s'il perd le match.

### Sheamus contre Dolph Ziggler
Lors du Smackdown du 25 mai, l'assistante du manager général Eve Torres organise un match triple menace entre Alberto Del Rio, Kane et Randy Orton, afin de déterminer l'aspirant au titre de champion du monde poids-lourds détenu par Sheamus. Del Rio remporte le match et est ensuite attaqué par Sheamus.
Ce match est annulé le lundi 11 juin, après que l'équipe médicale n'autorise pas Del Rio à combattre lors du pay-per-view à cause d'une commotion cérébrale causée lors d'un coup à la tête pendant son combat contre The Great Khali lors du SmackDown du 8 juin. Un Fatal 4-Way Elimination match est donc organisé à Raw, entre le champion intercontinental Christian, The Great Khali, Dolph Ziggler et Jack Swagger. Ziggler remporte le match et gagne le droit d'affronter Sheamus à No Way Out.

### CM Punk contre Daniel Bryan contre Kane
Lors du SmackDown du 1er juin, CM Punk affronte Kane pour le championnat de la WWE. À la suite d'une intervention de Daniel Bryan le match est arrêté. Kane porte alors un Chokeslam sur les deux catcheurs. John Laurinaitis informe les trois protagonistes qu'ils s'affronteront dans un match triple menace pour le championnat de la WWE.

### Christian contre Cody Rhodes
Lors d'Over the Limit, Christian effectue son retour après deux mois de convalescence. Il sort vainqueur d'une Bataille Royale et obtient une opportunité pour le championnat intercontinental ou le championnat des États-Unis le soir même. Il décide d'affronter Cody Rhodes, et devient le nouveau champion intercontinental. Cody Rhodes fait valoir son droit pour un match revanche à No Way Out lors du SmackDown du 8 juin.

### Layla contre Beth Phoenix
La rivalité entre Beth Phoenix et Layla pour le Championnat des Divas débute lors du Raw du 7 mai où est annoncé un match pour le titre lors d'Over the Limit (2012). À la suite de son échec dans la reconquête du titre à Over the Limit, elle obtient un match revanche pour le titre à No Way Out.

## Matchs
| #                                                                | Match                                                                                        | Stipulation | Durée |
| ---------------------------------------------------------------- | -------------------------------------------------------------------------------------------- | --- | ----- |
| Pré-show                                                         | Brodus Clay bat David Otunga par décompte extérieur                                          | Match simple. | 5:43  |
| 1                                                                | Sheamus (c) bat Dolph Ziggler                                                                | Match simple pour le championnat du monde poids-lourds de la WWE.                                                            | 15:10 |
| 2                                                                | Santino Marella bat Ricardo Rodriguez                                                        | Tuxedo match. | 4:25  |
| 3                                                                | Christian (c) bat Cody Rhodes                                                                | Match simple pour le championnat intercontinental de la WWE.                                                                 | 11:30 |
| 4                                                                | Titus O'Neil et Darren Young battent The Latino Clan, Justin Gabriel et Tyson Kidd, The Usos | Fatal Four Way par équipe pour être aspirants au championnat par équipe de la WWE.                                           | 9:30  |
| 5                                                                | Layla (c) bat Beth Phoenix                                                                   | Match simple pour le championnat des Divas.                                                                                  | 6:57  |
| 6                                                                | CM Punk (c) bat Daniel Bryan et Kane                                                         | Match triple menace pour le championnat de la WWE.                                                                           | 18:17 |
| 7                                                                | Ryback bat Hunico, Camacho, Sin Cara, Tyler Reks et Curt Hawkins                             | Match handicap 5 vs 1 . | 1:38  |
| 8                                                                | John Cena bat Big Show                                                                       | Steel Cage Match (Si Big Show perd, Laurinaitis sera renvoyé de son poste et si John Cena perd, il sera renvoyé de la WWE.). | 24:43 |
| (c) désigne le(s) champion(s) défendant son titre dans le match. |                                                                                              | |       |